# Czesława Endelmanowa-Rosenblattowa
Czesława Endelmanowa-Rosenblattowa z d. Braude, znana także jako Czesława Endelmanowa lub Czesława Rosenblattowa (ur. 1879 lub 1881 w Piotrkowie, zm. 1949) – pisarka, publicystka, redaktorka, tłumaczka, krytyczka literatury i sztuki. Związana była między innymi z czasopismami „Izraelita”, „Kurier codzienny”, „Nowa Gazeta”, „Wędrowiec” i „Sygnały”. Od 1902 roku posługiwała się pseudonimem Czesław Halicz.

## Życiorys
Urodziła się w 1879 roku w Piotrkowie (jak podaje Anna Wydrycka) lub 1881 roku (według Rosenblattowej), w rodzinie Nathana Braude i Salomei z Horowiczów (ur. 1855). Ukończyła gimnazjum w Łodzi, następnie przeniosła się do Warszawy. Była dwukrotnie zamężna. Prawdopodobnie pomiędzy 1896 i 1898 rokiem poślubiła Zygmunta Samuela Endelmana (1873–1941), lekarza ginekologa z zasymilowanej warszawskiej rodziny żydowskiej. W 1898 roku urodziła córkę Halinę, późniejszą Halinę z Endelmanów Górską, pisarkę i aktywistkę. W 1905 roku rozwiodła się z Endelmanem i wyjechała do Brukseli, gdzie uzyskała obroniła pracę doktorską z nauk społecznych zatytułowaną Oeuvre sociale d’art en Belgique contemporaine. Pomiędzy 1905 a 1911 rokiem poślubiła Henryka Rosenblatta, przemysłowca. W 1912 roku urodziła się im córka Jeanine (1912–1998). W Brukseli należała do Stowarzyszenia Polskiego im. Joachima Lelewela, gdzie poznała między innymi Marię i Mariana Dąbrowskich. Współuczestniczyła także w tworzeniu polskiej sekcji w jednym z brukselskich muzeów.
I wojnę światową najprawdopodobniej spędziła w Rosji – jej pierwsza powieść została opublikowana w Kijowie w 1914 roku. Po zakończeniu wojny powróciła do Belgii. Jej losy podczas II wojny światowej nie są znane.
Na stronie internetowej Geni.com jako rok śmierci Czesławy Endelmanowej-Rosenblattowej wskazano rok 1949.

## Twórczość

### Pierwsze lata
W początkowym okresie swej twórczości publikowała między innymi w czasopismach „Izraelita” (w późniejszym czasie stała się członkinią jego redakcji), „Kurier codzienny” i „Wędrowiec”. Jej teksty tam publikowane porównywane są do prac polskich pozytywistów i uznawane są przez niektórych za teksty prekursorskie dla reportażu. Skupiała się w nich na problemach społecznych związanych ze społecznością żydowską oraz zagadnieniach związanych z ubóstwem. Szczególnie chętnie poświęcała swoje teksty literackie i publicystyczne tematyce kobiecej: zagadnieniom biedy, wyzysku i emancypacji, co było prekursorskie na początku XX wieku. Od początku swojej kariery literackiej publikowała teksty poświęcone sztuce, czego przykładem jest artykuł Sztuka i ideały etyczne, opublikowany w „Wędrowcu” w 1901 roku – roku jej debiutu.

### Rozkwit kariery
Najbardziej owocne w karierze Rosenblattowej były lata 1910–1914. Jej teksty zaczęły być publikowane w „Nowej Gazecie”, z którą publicystka rozpoczęła wieloletnią współpracę. Została także jedną z laureatek pierwszego polskiego konkursu poświęconego sztukom teatralnym. W 1914 r. opublikowała Młodość Hanny Turskiej – powieść z gatunku Bildungsroman, poświęconą zagadnieniom emancypacji i edukacji kobiet (opublikowaną najpierw pod tytułem Studentka).
Zmianie uległa forma tworzonych przez nią tekstów i tematyka  w nich poruszana: jej krótkie formy literackie przestały być poświęcane problemom społeczności żydowskiej, a zaczęły dotyczyć bardziej ogólnych problemów społecznych. Kontynuowała publikowanie tekstów z zakresu krytyki literackiej i artystycznej: tworzyła artykuły poświęcone dziełom sztuki i artystom, a także formy literackie, w których sztuka stanowiła osnowę, na której publicystka tworzyła bajkową formę literacką (np. Henryk VIII, Klasztor nad morzem) lub diagnozę społeczną (Konstanty Meunier).

### Okres milczenia i powrót literacki
W okresie 1914–1934 prawie w ogóle nie publikowała. Przyczyny jej znikomej aktywności literackiej i publicystycznej w tym czasie nie są do końca znane. W 1934 roku zakończyła dwudziestoletni okres milczenia za sprawą zbioru krótkich form zatytułowanych Ludzie, którzy jeszcze żyją. W tej publikacji powróciła do tematów, którymi zajmowała się na początku swej kariery, a które w późniejszym czasie porzuciła. Bohaterami Ludzi, którzy jeszcze żyją są ubodzy mieszkańcy zlokalizowanego pod Łodzią sztetla (prawdopodobnie Piotrkowa).

## Wybrane teksty

### Opublikowane pod prawdziwym nazwiskiem
- Ryfka Piszczyk (Z galerii portretów nieinteresujących),1901 (debiut literacki)
- Maciek i Mosiek (Z szarych obrazków), 1902
- Ruchla żołnierka (Z galerii typów nieinteresujących), 1903
- Nad trzęsawiskiem, 1905

### Opublikowane pod pseudonimem Czesław Halicz
- Sztuka i ideały etyczne, 1902
- W noc świętojańską, 1902
- List z wojny, 1905
- Opowieść o pomarańczy, 1911
- Niemiła awantura, 1911
- Konstanty Meunier, 1911
- Portret Henryka VIII, 1911
- Kronika jednego życia, 1938

### Dramaty
- Sąd, 1911 – 2. nagroda w konkursie Warszawskich Teatrów Rządowych na polską sztukę dramatyczną
- Kwintet, 1914

### Powieści
- W domu przy ulicy Żurawiej (powieść dla dzieci), 1913
- Młodość Hanny Turskiej (jako Czesław Halicz), 1914, opublikowana najpierw pod tytułem Studentka
- Ludzie, którzy jeszcze żyją (jako Czesław Halicz), 1934